# ロンドン大学クイーン・メアリー

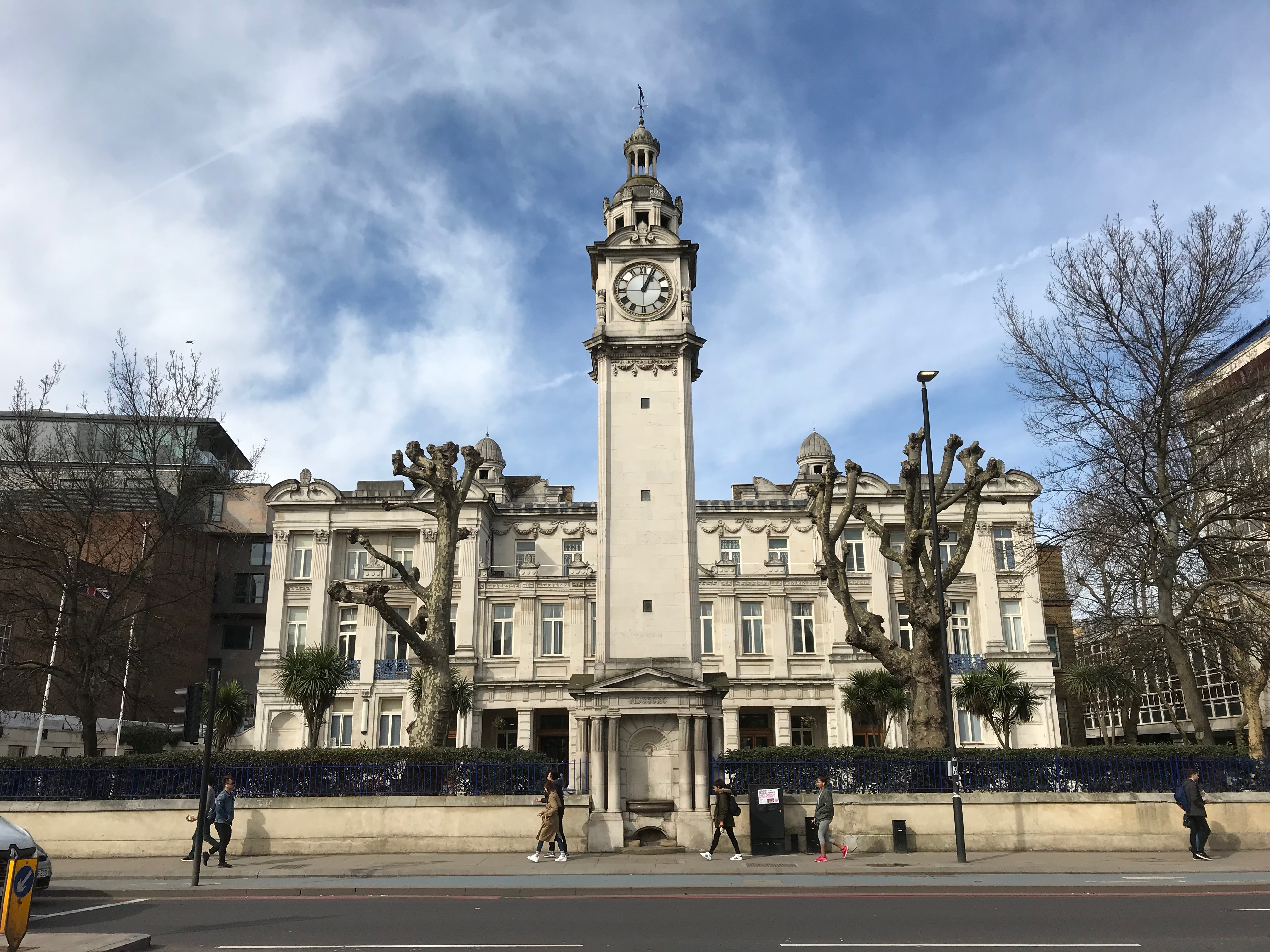
Clock Tower

ロンドン大学クイーン・メアリー（Queen Mary University of London、略称 QMUL）は、ロンドン大学群を構成するイギリスの公立大学である。英国最古の医学学校等をルーツに持つ。

## 概要
ロンドン大学を構成する他のカレッジと同様に、独立した大学として運営されており、独自の学位を授与している。
現在までに9名のノーベル賞受賞者を関係者から輩出しており、英国名門の研究型大学で構成されるラッセル・グループのメンバーでもある同校は、英国トップクラスの高等教育・研究機関として国際的にも広く認知されている。
メイン校舎のマイル・エンド・キャンパスはロンドンで最大の設備を完備したキャンパスで、その他に4つのキャンパスを市内に所有している。合計で約170カ国出身、約3万2千名の学生が学んでいる。
2012年に行われた全英学生調査において、大ロンドン管轄内の大学で学生満足度第1位を獲得するなど、学生の満足度も非常に高いカレッジとして有名である。

## 沿革
歴史的には4つの異なるルーツを持ち、クイーン・メアリー・カレッジ、ウェストフィールド・カレッジ、英国最古の医学学校である聖バーソロミュー医学学校、そして英国最古の現存する病院を持つロンドン病院医学学校の4つのカレッジの合併により誕生した大学である。
1989年にクイーン・メアリーはウエストフィールド・カレッジを合併しクイーン・メアリー及びウエストフィールド・カレッジを創設した。

### 創設期
クイーン・メアリー・カレッジはヴィクトリア朝の中期に創設された。同時期はウォルター・ベサントによる1882年発行の小説の内容（ロンドン中心部の人々がロンドン東部に劇場や学校を備えた施設を設立する）からロンドン東部に現地の住民向けの施設を作る機運が高まった時期と重なる。この小説はクイーン・メアリー・カレッジの中心的建物である「民衆の宮殿」の設立において直接の責任は持たないが、施設を設立する考えを民衆の間に広めたことは確かである。
バーダー・ブーモントの基金を運営するブーモント組合の評議会が、旧バンクロフト・スクールの土地をドレイパーズ協会（英国最古の事業者協会の一つ）から購入したことで設立計画は動き出した。
工科学校は1888年10月5日に創設された。創設時にドレイパーズ協会の会長は目標を「協会員と産業化時代を生きる労働者の工学・科学の見識を高めるため」と宣言したが、多くの人々はこの工科学校が後々ロンドン東部における工科大学になると見ていた。

### ロンドン大学への加入
1895年、授業のレベルが成熟したことを受けて、工学部教授のジョン・レイ・スミスマン・ハットンがロンドン大学の自然科学学位を授与できないか模索し始めた。結果、20世紀初頭に初の学位が学生に授与され、ハットン及びほか数名の教授はロンドン大学の教授と見做されるようになった。1907年5月15日、ロンドン大学のイースト・ロンドン・カレッジとして3年間試験的に認可されることとなった。
1909年には風洞実験室を備えた英国初の航空力学部がA.P.サーストン教授のもと設立された。
サーストンは徐々に優秀な熟練航空技術員を呼び込み、航空学の講義を始めた。続いてサーストンは基礎分野の研究を推進し、これらの学問は第一次世界大戦における軍用機研究を主導することになった。
1910年にカレッジのロンドン大学としての地位は5年間延長され、1915年5月には期限無しのメンバーシップを獲得した。1929年4月、カレッジの評議会は枢密院に憲章への申請することを決めた。
枢密院教育委員会は憲章加入にあたってカレッジの名称変更を要求し、当初クイーンズ・カレッジを提案した。しかし、既にこの名称はオックスフォード大学においてクイーンズ・カレッジとして使用されており、第2案であったヴィクトリア・カレッジは大学の伝統から外れていると大学関係者は感じた。
最終的にカレッジの名称はクイーン・メアリー・カレッジとして落ち着いた。憲章への加入は1934年12月12日に行われた。

### 憲章下において
第二次世界大戦の間、カレッジはケンブリッジ大学のキングス・カレッジのもとに疎開していた。
戦後カレッジはロンドンに帰還し、数々の問題に遭遇しながらもキャンパスの拡張を意図する。カレッジ自体の被害は軽微だったものの、ロンドン東部は爆撃による深刻な被害を受けており、結果的にカレッジ近郊のいくつかの土地は空き地となっていた。カレッジはそれらの土地を買収し、工学・生物学および化学部向けの新たな建物を建設した。そして支援者であるメアリー王太后、エリザベス王妃に敬意を表し、クイーンズ・ビルディングと命名された。
1960年の中期から1980年の中期にかけて、クイーン・メアリー・カレッジにロンドン病院医学学校と聖バーソロミュー医学学校を統合した施設をマイルエンドに設置する計画が推進されたが、利用可能な土地が見つからなかった。そのため1973年クイーン・メアリー・カレッジ法によって、ヌエヴォにあるユダヤ人墓地を他目的のために使うことを許可する旨が布告された。
1980年代初頭には人口分布の変化や財政事情により、ロンドン大学の再構成が行われた。クイーン・メアリーにおいてもロシア語学や古典学が中止されたが、カレッジ自体は実験室を集中させることで大ロンドンの理系5大学の一つと見做されるようになった。
1980年中期からカレッジは東部の土地を獲得し、キャンパスはリジェント水路に到達した。一部の墓地は今日まで存続しているが、その他の土地はカレッジの拡張に伴い収用された。
1989年、クイーン・メアリーはウェストフィールド・カレッジを合併し、クイーン・メアリー・ウェストフィールド・カレッジを結成した。
1995年、ロンドン病院医学学校と聖バーソロミュー病院医学学校はクイーン・メアリー・ウェストフィールド・カレッジに吸収合併されて、バーツ及びロンドン医科歯科学校と命名され、これが現在の名称となっている。

### 2000年以後
2004年、マイルエンド・キャンパスにウェストフィールド学生村が建設された。2000の部屋とさまざまな設備、レストランとカフェを完備する。
2005年、ブリザード・ビルディングがホワイトチャペル・キャンパスに細胞学部の本拠地として建設された。建物はウィル・アルソプによってデザインされ「ウィリアム・ブリザード」と命名された。ウィリアム・ブリザードはロンドン病院医学学校の創設者である。
2007年、一部の法学部、大学院生向け施設と商業法センターが、ロンドン中心部にあるリンカーンイン・フィールド・キャンパスに移った。
2010年以降、クイーン・メアリーは英国の高等教育への進学判断試験であるAレベル試験で、入学許可に最高評価のAグレードが必要となる大学となった。
2012年3月12日、クイーン・メアリーはラッセル・グループへ8月に加入する見込みになったと報じられた。同月、クイーン・メアリーとウォーリック大学は研究の協力や統合された授業を行うパートナーシップを結んだ。
2017年よりクイーン・メアリーのAcademic Directionによるロンドン大学グローバルMBAプログラムが開始され、世界各地域で提携するLocal Teachingセンター、もしくはオンラインで受講が可能となっている。取得できる学位はMBA Degree（経営学修士）である。

## 組織
| - 人文・社会科学 - ビジネス・経営学部 - 経済・会計部 - 英語・演劇部 - 英語 - 演劇 - 言語・映画学部 - 比較文学 - 映画学 - フランス語 - ドイツ語 - イベリア・ラテンアメリカ学 - 言語学 - ロシア語 - 地理学部 - 歴史学部 - 法学部 - 商法学センター - 法学 - 政治・国際関係学部 | - 医学・歯科 - 医科・歯科学部 - ガン研究センター - 歯学 - 科学・工学 - 生物・化学部 - 電子工学・コンピューターサイエンス学部 - 工学・物理科学部 - 数学部 - 物理・宇宙工学部 |

## キャンパス
メイン・キャンパスであるマイル・エンド・キャンパスは、人文・社会科学、化学・工学部といった施設を包括するロンドンで最大の設備を完備したキャンパスである。2004年にキャンパス内にレストラン、カフェ、学生寮（2000室以上）などからなるThe Westfield Student Villageが建設された。こちらへ入寮する学生は学部1年生や留学生が主になる。
最寄り駅はマイル・エンド駅及びステップニー・グリーン駅。ロンドン中心部の中では東寄りのイースト・エンドに位置するが、マイル・エンド駅から西方面へ10分ほどで大英博物館や他のロンドン大学のカレッジ複数が集まるエリアに近いホルボーン駅へアクセスができる。同じくマイル・エンド駅から東に一駅で2012年ロンドンオリンピックで再開発され、欧州最大規模のショッピング・モールが隣接するストラトフォード駅へアクセスすることもできる。この駅の近くには大学院生向けの寮もある。また、このキャンパス周辺のバス停から10分ほどでウォーターフロント再開発地域のカナリー・ワーフへもアクセスできる。
マイル・エンドの他にホワイト・チャペル、チャーターハウス・スクエア、リンカーンズ・イン・フィールズ、ウエスト・スミスフィールドの4ヶ所にキャンパスを持つ。

## 評価
2012年の全英学生調査において、大ロンドン管轄内の大学で学生満足度第1位との結果が出ており、クイーン・メアリーの学生は充実した学生生活が送れることが窺える。
英国内における学部別評価では、2017年のガーディアン誌によるランキングにおいて、Media & Film Studiesが1位と評価されている。また、Medicineが2位（ロンドン市内では1位）、Dentistryが3位（ロンドン市内では1位）と本学のルーツの分野で評価が高い。Lawも5位（ロンドン市内では3位）と高い評価がされている。同学部は2016年にはオックスフォード大学、ケンブリッジ大学に次ぐ第3位と評価されている。
英政府が高等教育・研究機関への交付金の配分を決定するために数年間掛けて実施する大規模な研究評価事業のResearch Excellence Framework（REF）最新版（2022年5月に発表）の結果において、同校は研究の質で全英7位（157校中）と評価された。分野別では1位と評価されたDramaの他に6分野でトップ10入りをしている。
世界的な評価としては、QS世界大学ランキング、THE世界大学ランキングにおいて、世界の大学の上位1%の指標とされるTOP200校の常連であり、どちらのランキングにおいても開始されてから全ての年で150位以内に入っている。2022年度版では、いずれにおいても世界第117位と評価された。

## ノーベル賞受賞者
クイーン・メアリーはこれまでに9名のノーベル賞受賞者を輩出している。
- 1902年 サー・ロナルド・ロス （生理学・医学賞）
- 1932年 エドガー・エイドリアン （生理学・医学賞）
- 1936年 ヘンリー・ハレット・デール（生理学・医学賞）
- 1982年 サー・ジョン・ヴェーン （生理学・医学賞）
- 1995年 ジョセフ・ロートブラット （平和賞）
- 2003年 サー・ピーター・マンスフィールド （生理学・医学賞）
- 2009年 チャールズ・カオ（物理学賞）
- 2010年 マリオ・バルガス・リョサ（文学賞）
- 2019年 ピーター・ラトクリフ（生理学・医学賞）

## 備考
- 英国初の女性医師エリザベス・ブラックウェルは同校にて訓練を受けた[36]。
- アイアン・メイデンのボーカリストであるブルース・ディッキンソンは同校の卒業生で、1979年に歴史学の学位を取得している。[37][38][39]
- 1964年から1982年にかけて、クイーン・メアリーは英国の大学で初となる原子炉を保有していた。現在は撤去されており、放射能に関して特に心配する要素はない[40]。
- キャンパス中央に、英国最古の一つに数えられる大きなユダヤ系移民の墓地がある。現在でも（元々約9500基あったうち）約2000基が残っている[41]。
- 学生の卒業後の平均初任給が£21,000を上回り、英国内で2番目に高いとランク付けされた[42]。
- マイル・エンド・キャンパスの図書館は、大英図書館と同じ人物によってデザインされた。柱やコンクリートブロックの使い方などに共通のデザインが見て取れる[43]。